# Georges Gilles de la Tourette
Georges Albert Édouard Brutus Gilles de la Tourette va néixer el 30 d'octubre del 1857 a Saint-Gervais-les-Trois-Clochers (França). Va morir el 26 de maig del 1904 a Lausana, (Suïssa). Va ser neuròleg, i l'epònim de la síndrome de Tourette, una condició neurològica.
El 1884, Tourette va descriure els símptomes de la síndrome en nou pacients, i li va donar el nom de "maladie des tics" (malaltia dels tics). La malaltia va rebre després el seu nom, en honor seu.

## Escrits
- L'hypnotisme et les états analogues au point de vue médico-légal (París, 1887; 2a edició: París, 1889)
- Traité clinique et thérapeutique de l'hystérie d'après l'enseignement de la Salpêtrière (París, 1891)
- Les actualités médicales, les états neurasthéniques (París, 1898)
- Leçons de clinique thérapeutique sur les maladies du système nerveux (París, 1898)
- Les actualités médicales. Formes cliniques et traitement des myélites syphilitiques (París, 1899)
- La maladie des tics convulsifs (La semaine médicale 1899)